# Rosa Serra i Puigvert

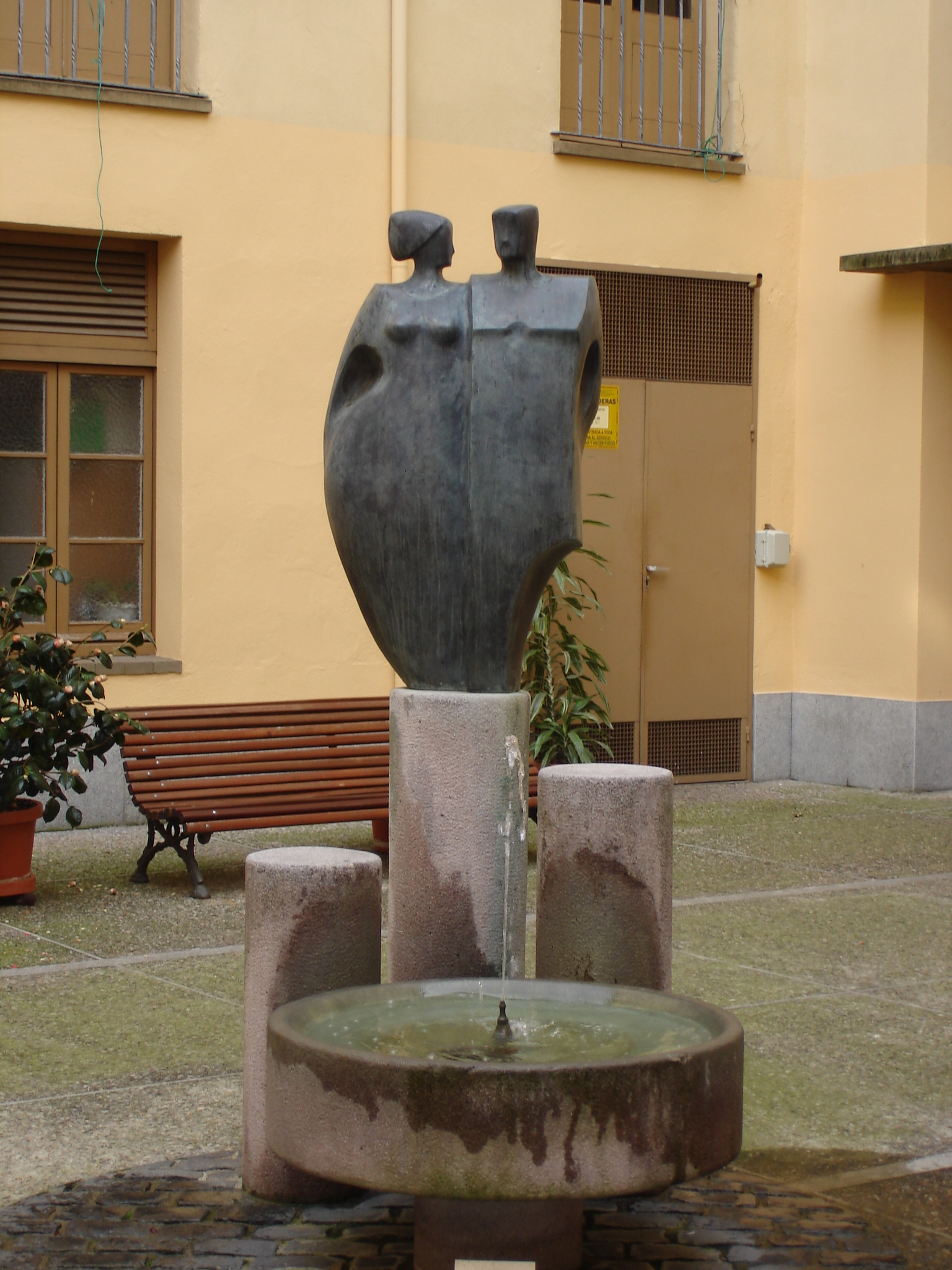
Rosa Serra: Paar (Olot)

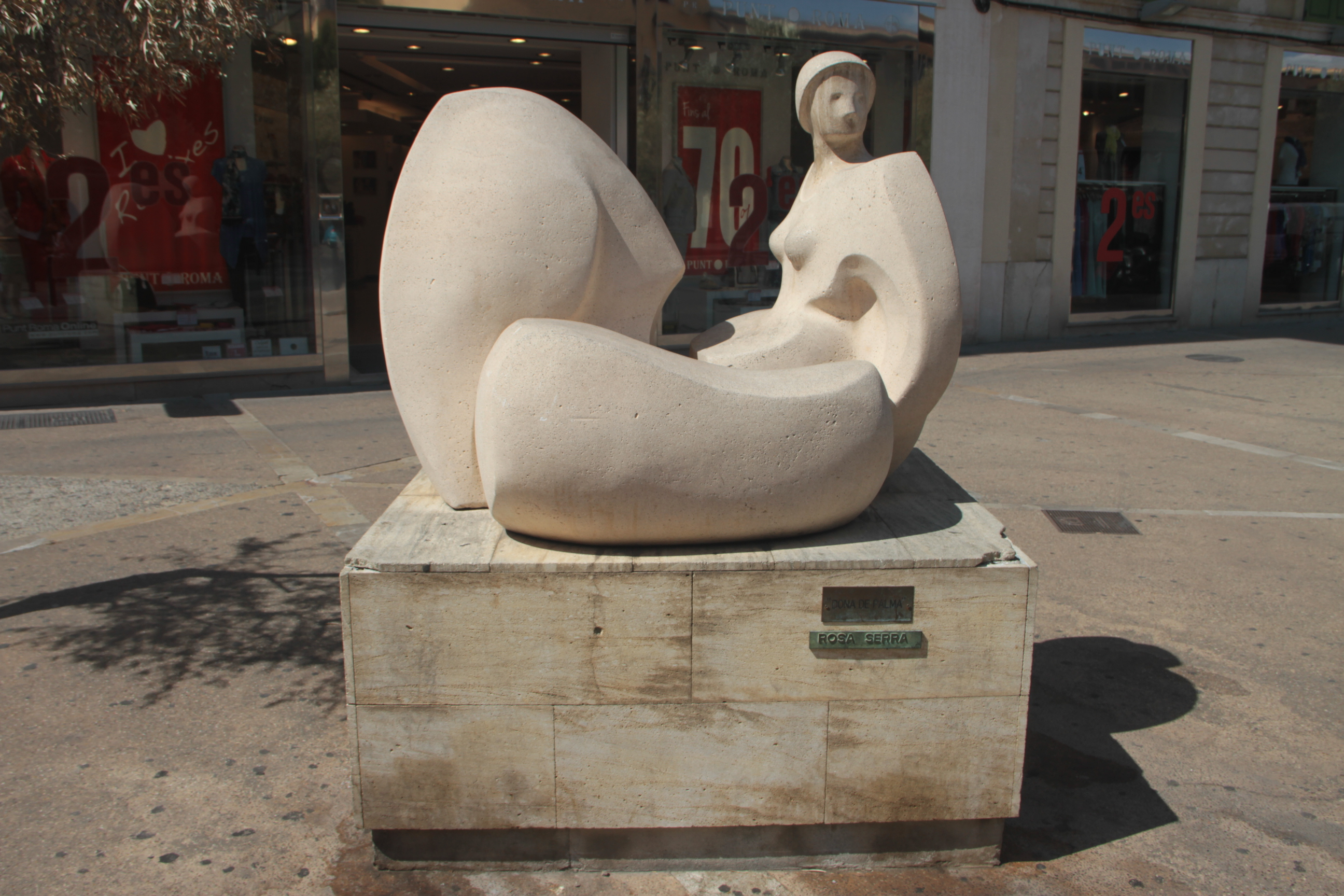
Rosa Serra: La Dona (Palma de Mallorca, 1992)

Rosa Serra i Puigvert (oft einfach Rosa Serra, * 1944 in Vic (Osona)) ist eine katalanische Bildhauerin und Malerin. Rosa Serra war mit dem katalanischen Maler Xavier Carbonell verheiratet. Sie lebt und arbeitet seit 1950 in der Künstlerstadt Olot.

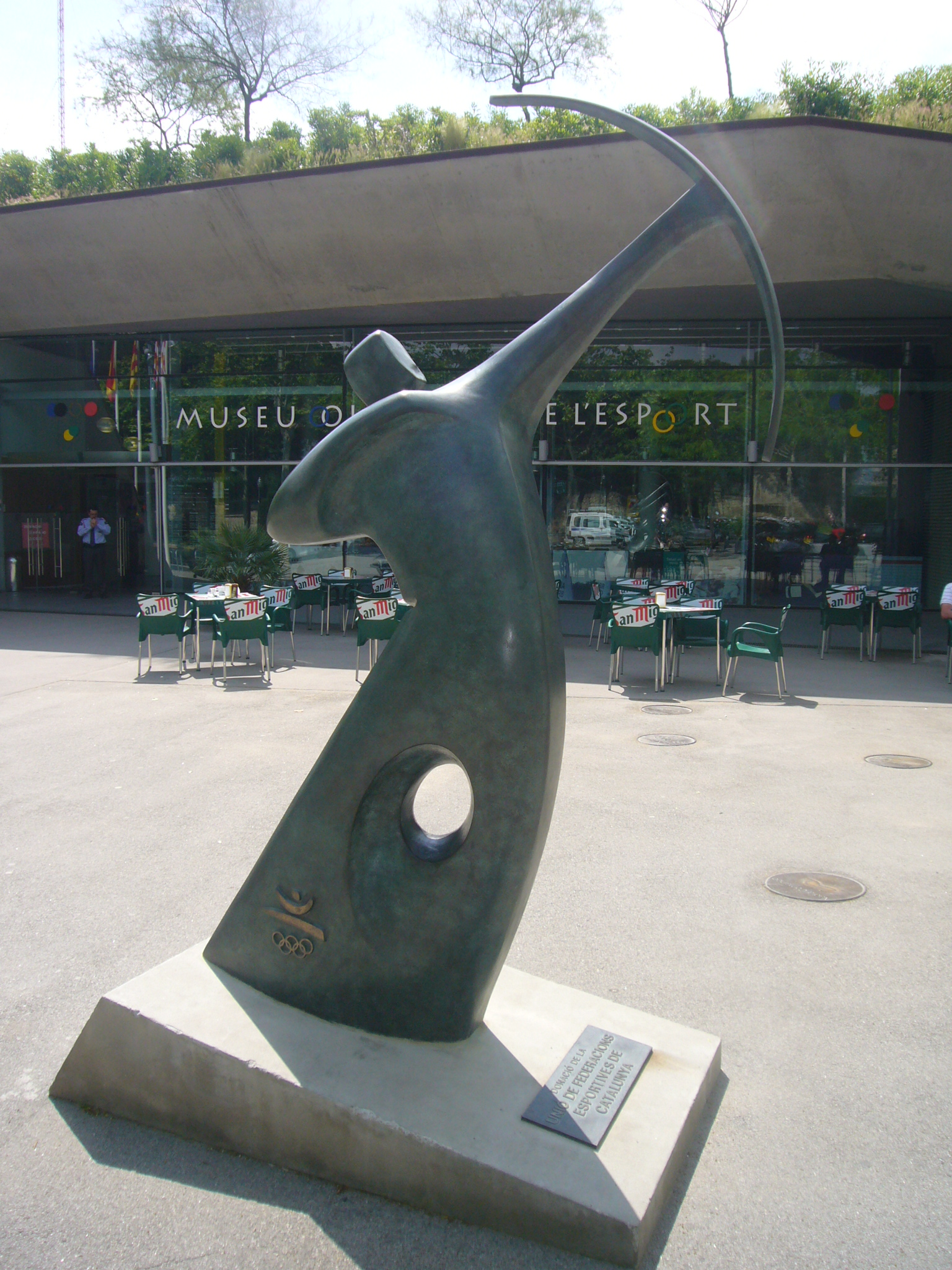
Rosa Serra: Der olympische Bogenschütze (Olympisches Museum Barcelona, 2012)

## Künstlerische Laufbahn
1970 trat Rosa Serra in die private Kunstakademie von Lluís Carbonell i Colom, dem Vater ihres späteren Mannes Xavier Carbonell, in Olot ein, wo sie Zeichnung und Malerei studierte. Zwei Jahre später schrieb sie sich an der Escola de Belles Arts i Oficis („Akademie der Schönen Künste und des Kunsthandwerks“) in Olot ein und belegte dort über drei Jahre Kurse in Zeichnen, Keramik und Gravur. 1972 hatte sie ihre erste individuelle Gemäldeausstellung in Barcelona. Ab 1973 arbeitete sich Rosa Serra im Atelier von Lluís Curós in das Gebiet der Skulptur ein und arbeitete künstlerisch seit diesem Zeitpunkt nur noch im Metier der Skulptur. Erste Werke in Ton zeigen künstlerisch einen intimen, menschlich-exstentiellen Charakter. In ihrer künstlerischen Arbeit tendierte sie zunehmend zu einer Vereinfachung der Formen. Ihr Zentralthema ist der menschliche Körper schlechthin. Rosa Serra erhielt dann verschiedenste Preise und Individualasstellungen. 1976 erhielt sie mit dem Preis für Skulptur der III. Biennale in Bilbao erstmals eine Auszeichnung außerhalb Kataloniens. Es folgten Ausstellungen in ganz Spanien. Der internationale Durchbruch erfolgte 1985. Das Olympische Komitee bestellte 22 Skulpturen für die Olympischen Spiele 1988 in Seoul, die verschiedene olympische Disziplinen darstellen. Diese Figuren stehen heute am Sitz des Internationalen Olympischen Komitees in Lausanne. Dieser Auftrag hat zu einer thematischen Spezialisierung von Rosa Serra auf Sportmotive geführt. Sie hat dann auch eine Figurenserie für die Olympischen Sommerspiele 1992 in Barcelona geschaffen. Rosa Serra ist Urheberin zahlreicher Skulpturen im öffentlichen Bereich, wie der Skulptur zum internationalen Jahr des Kindes an der Südumfahrung von Olot (1981), der Skulptur der Athleten im Zentrum für Hochleistungssport in Sant Cugat del Vallès (1992) sowie der Skulptur „La Dona“ an der „Plaça Sant Miquel“ in Palma de Mallorca (1992). In den ersten Jahren des 21. Jahrhunderts gestaltete sie mehrere Werke für Sportfirmen wie die Bronzeskulptur des Golfspielers Tiger Woods in Lebensgröße für Nike in Beaverton (Oregon).
In ihrem Spätwerk erreichte Rosa Serra höchste, künstlerisch-ästhetisch sowie symbolisch wirksame Reduktion des menschlichen Körpers und des Menschen schlechthin. Beispielhaft hierfür steht „Der olympische Bogenschütze“ (2012) vor dem olympischen Museum in Barcelona. Die Skulptur erinnert an den 20. Jahrestag der Entzündung des olympischen Feuers zu den Olympischen und Paralympischen Sommerspielen von 1992 in Barcelona: Der paralympische Bogenschütze Antonio Rebollo hatte als Abschluss des olympischen Fackellaufes mittels Pfeil und Bogenschuss über das gesamte Stadion hinweg am 25. Juli 1992 spektakulär das olympische Feuer in Barcelona entzündet. Ein behinderter Sportler integrierte so die paralympische und die olympische Gemeinschaft und damit auch die gesamte Menschheit. Rosa Serra gab dieser umfassenden Integrationsleistung, die gleichzeitig immer Integrationsaufgabe bleibt, künstlerische Statur.

## Ehrungen
Rosa Serra wurde 2008 mit dem Creu de Sant Jordi, der höchsten Auszeichnung der katalanischen Regierung für kulturelle Leistungen, geehrt.